# Негино (Псковская область)
Негино — деревня в Струго-Красненском районе Псковской области России. Входит в состав сельского поселения «Новосельская волость».

## География
Находится на северо-востоке региона, в южной части района, в лесной местности у реки Кебь между д.Цапелька и д. Подложье. Произрастает сосна, берёза.
Уличная сеть не развита.

## История
Согласно Закону Псковской области от 28 февраля 2005 года деревня Негино вошла в состав образованного муниципального образования Цапельская волость.
До апреля 2015 года деревня Негино входила в Цапельскую волость.
В соответствии с Законом Псковской области от 30 марта 2015 года № 1508-ОЗ деревня Негино, вместе с другими селениями упраздненной Цапельской волости, вошла в состав образованного муниципального образования Новосельская волость.

## Население
| 2001 | 2002 | 2010 | 2011 |
| ---- | ---- | ---- | ---- |
| 5    | ↗7   | ↘1   | ↗3   |

## Инфраструктура
Личное подсобное хозяйство. Вывоз леса, деревообработка.
Почтовое отделение, обслуживающее д. Негино, — 181125; расположено в д. Цапелька.

## Транспорт
Просёлочные дороги, одна из них к бывшему волостному центру д. Цапелька.